# Jan Bohuchwał Dejka
Jan Bohuchwał Dejka (deutsch Johann Gottlob Doecke u. ä.; * 18. Februar 1779 in Budissin; † 2. August 1853 ebenda) war ein sorbischer Publizist. Er gab die erste sorbische Zeitschrift Serbski powědar a kurěr heraus.

## Leben
Jan Dejka war der Sohn eines sorbischen Tagelöhners und seiner Frau. Nach kurzem Schulbesuch und Zimmermannslehre ging er ab 1800 auf Wanderschaft durch Norddeutschland, Dänemark, später durch Schlesien, wo er unter anderem bei russischen Truppen weilte, dann nach Wien und Prag, wo er mit dem aufkommenden tschechischen Unabhängigkeitsstreben und Nationalismus in Kontakt kam. Während seiner Wanderschaft wurde er mit den Ideen der französischen Revolution vertraut.
Im Jahr 1807 kehrte Jan Dejka in die Oberlausitz zurück, wo er unter anderem zwei Lobgedichte auf die Ankunft Napoleons in Bautzen verfasste. 1808 betraute ihn der Verleger Johann Christian Schlenker mit der Redaktion der Wochenzeitschrift Sächsischer Postillon in Löbau. Er begann 1809 die Monatszeitschrift Sserßki Powedar a Kurier (‚Sorbischer Erzähler und Kurier‘) herauszugeben, die er auch selbst verteilte. Nach dem 1790 nur in einer Ausgabe publizierten Měsačne pismo k rozwučenju a wokřewjenju war Dejkas Werk die erste wiederkehrend publizierte Zeitschrift in sorbischer Sprache überhaupt. In ihr schrieb er über politische, kulturelle, wirtschaftliche und andere Themen im Geiste der Aufklärung. 1812 wurde die Zeitschrift von der napoleonischen Zensur verboten.
Seit 1823 gab Jan Dejka die Zeitschrift Oberlausitzer Landbote in deutscher Sprache heraus, mit einem vergleichbaren Inhalt und Anliegen. 1831 beendete er seine Tätigkeit beim Sächsischen Postillon, 1837 beim Oberlausitzer Landboten. Danach war er wohl nicht mehr publizistisch tätig.
1847 war Jan Dejka eines der ersten Mitglieder der sorbischen wissenschaftlichen Gesellschaft Maćica Serbska.